# José María de Loma
José María de Loma y Argüelles (Salinas de Añana, Álava, 26 de noviembre de 1820 - Vitoria, Álava, 19 de mayo de 1893), fue el primer marqués de Oria, senador de Álava y militar español liberal bajo el puesto de teniente general que luchó en las tres guerras carlistas.

## Biografía
Nació en la localidad vasca de Salinas de Añana, Álava, su padre Manuel de Loma López del Castillo era un capitán del ejército retirado. 

### Primera guerra carlista
El 13 de febrero de 1838 ingresó en el ejército como subteniente de milicias en  el batallón provincial de Ciudad Rodrigo. Poco después, el 11 de mayo de 1838, pasa a subteniente de infantería, y el 28 de agosto a teniente. El 8 de octubre participó en su primera acción importante, en Oyarzun. El 14 de marzo de 1839 su batallón fue trasladado, así que participó en la batalla de Ramales. El 28 de agosto recibió el grado de teniente de Infantería, por su intervención en la conquista de la línea fortificada de Sodupe. Habiéndose calmado la situación en tierras vascas, marchó para luchar en Aragón. Estuvo presente en la acción de Rogazo a las órdenes del general Martín Zurhano, también en la toma de Morella a las del general Baldomero Espartero.

### Segunda guerra carlista
Al terminar la guerra fue destinado a diversas ciudades como Valladolid, Pamplona y Tudela. En 1843, al producirse la sublevación esparterista en Zaragoza fue destinado allí temporalmente. En 1844 pasó por Burgos, Soria y las provincias vascongadas, luego fue destinado a Galicia para participar en las operaciones contra la sublevación progresista, participó en el sitio de Lugo. Al finalizar la sublevación, el 1 de noviembre de 1846, fue destinado al batallón de reserva en Burgos. Dos años más tarde fue destinado otra vez a Pamplona y luego permaneció cinco en Madrid.
El 8 de febrero de 1853, estando en el Regimiento de Gerona fue ascendido a capitán, esto supuso su residencia temporal en Zaragoza, hasta que volvió a Vitoria. En 1856 se produjo el levantamiento de O’Donnell. El capitán Loma, que se encontraba en Barcelona, participó en numerosas operaciones contra los sublevados.  

### Guerra de África
En junio de 1857 fue trasladado a Santander a las órdenes del capitán general de Burgos. Su misión fue la organización de los Tercios Vascongados para la guerra de África. Participó en la batalla de Wad-Ras lo que le premió con el rango de comandante. A la vuelta fue trasladado a Santander. El 17 de abril de 1866 es ascendido a teniente coronel.

### Tercera guerra carlista
Entre 1869 y 1870 participó en diversas operaciones con la intención de impedir la creación de partidas carlistas en Navarra. Un año más tarde su unidad fue incorporada al ejército del Norte, donde luchó en las provincias de Álava, Vizcaya y Burgos, donde derrotó a las tropas de Cuevillas. En 1872 liberó a Tolouse del asedio de las tropas carlistas, por lo que fue ascendido a coronel el 2 de julio. En 1873 participó en operaciones en Navarra y las provincias vascas contra partidas como la del cura de Santa Cruz. El 26 de mayo fue ascendidó a brigadier. A finales de marzo de 1874 fue herido mientras luchaba contra las tropas que sitiaban Bilbao. El 1 de junio se reincorporó, y pocos días más tarde fue nombrado Capitán General de las Provincias Vascongadas. El 24 de julio fue nombrado teniente general del Ejército, el puesto más alto que obtuvo. A principios de 1876 estuvo al frente de las operaciones y ocupó el territorio dominado anteriormente por los carlistas. En 1876, Loma participó en la última ofensiva de la guerra para expulsar a los carlistas, la cual fue totalmente exitosa. Finalmente la guerra terminó el 28 de febrero. En marzo el general acompañó al rey Alfonso XII en su visita a las provincias vascongadas, y también a su regreso a la Corte de Madrid. El 2 de abril de1878 el rey le concedió el título de marqués de Oria por el motivo siguiente: «Por los servicios prestados en la campaña del año último sobre la línea de dicho río y sobre el Cadagua y operaciones sucesivas».

### Actividad parlamentaria
El 2 de febrero de 1876 fue elegido senador por Álava, el 10 de abril prestó juramento. Ocho días después advirtió al Senado que le sería imposible asistir debido a que debía hacerse cargo de la capitanía general de las Provincias Vascongadas. No intervino en ninguna sesión.

### Gran huelga minera
El 18 de mayo de 1890, debido a las huelgas que se habían desatado en Vizcaya, el Gobierno decide enviar al ejército a las órdenes del general Loma con la intención de suprimir las huelgas sin importar si es de forma violenta, aunque la visión de Loma sobre el asunto era totalmente diferente. El ejército se establece en las minas para garantizar su seguridad. El general Loma decide actuar de intermediario entre patronal y los representantes obreros. El 19 de mayo, Loma accede a las minas para conocer en primera persona las condiciones de los mineros y queda sorprendido por las horribles condiciones en las que tenían que trabajar y vivir. Los mineros estaban obligados a comprar sus alimentos en la cantina, con precios abusivos, o a vivir en barracones sin camas ni letrinas.
Después de varias reuniones, finalmente Loma le da la razón a los mineros y amenaza a la patronal con retirar al ejército a no ser que firmen un acuerdo. Así se forma el denominado Pacto de Loma, donde los patronos se comprometen a mejorar las condiciones de vida de sus obreros. Esto supone la abolición de las cantinas y barracones, dándole libertad al obrero a vivir y comprar sus alimentos donde quisiera. También se estableció una jornada laboral diferente según los meses del año, pero la media era de diez horas diarias.

### Últimos años
El 25 de noviembre de 1891 una plaza en Vitoria fue nombrada en su honor como "Plaza del General Loma". El 27 de noviembre de 1892 cesó en el cargo de capitán general y pasó a la reserva. Se estableció en Vitoria, donde vivió hasta su muerte pocos meses después. El Ministerio de Guerra accedió a que se le rindiesen honores como si hubiese muerto en activo. El rey envió una corona de flores.